# Michael Rabin
Pour les articles homonymes, voir Michael Rabin (violoniste) et Rabin (homonymie).
 (mars 2013).
Si vous disposez d'ouvrages ou d'articles de référence ou si vous connaissez des sites web de qualité traitant du thème abordé ici, merci de compléter l'article en donnant les références utiles à sa vérifiabilité et en les liant à la section « Notes et références ».
Michael Oser Rabin, né le 1er septembre 1931 à Breslau en Allemagne, maintenant Wrocław en Pologne) est un informaticien et un logicien israélien. Il a été récipiendaire du prix Turing, la récompense la plus prestigieuse en informatique.

## Biographie
Rabin est né fils de rabbin. Il a obtenu une maîtrise de l'université hébraïque de Jérusalem en 1953 et un doctorat de l'université de Princeton en 1956.
La citation pour le prix Turing, attribué en 1976 conjointement à Michael Rabin et Dana Scott pour un article écrit en 1959, déclare qu'on a accordé la récompense :
« Pour leur article « Finite Automata and Their Decision Problem » présentant l'idée des Automates finis non déterministes qui s'est révélée être un concept d'une énorme valeur. Leur article classique a été une source continue d'inspiration pour le travail qui s'est ensuivi dans ce domaine. »
Les machines non déterministes sont devenues un concept clé dans la théorie de la complexité, en particulier avec la description des classes de complexité P et NP.

## Travaux
En 1957 et 1958, Rabin a démontré que divers problèmes de théorie de groupes sont indécidables (ce sont les premiers du genre après ceux de Sergueï Adian en 1955).
En 1969, Rabin a démontré que l'arithmétique monadique du second ordre (avec k successeurs) est décidable. C'est le théorème de Rabin sur les arbres.
En 1974, Rabin a démontré avec Michel Fischer que l'arithmétique de Presburger a une complexité super-exponentielle.
En 1975, Rabin a été un pionnier des algorithmes probabilistes. Il a notamment inventé un algorithme randomisé, le test de primalité de Miller-Rabin, qui détermine très rapidement, mais avec une minuscule probabilité d'erreur, si un nombre est un nombre premier. Cet algorithme est essentiel à l'implémentation de la plupart des algorithmes de cryptographie asymétrique. Il a aussi écrit l'un des premiers algorithmes géométriques probabilistes, pour la recherche des deux points les plus rapprochés.
En 1979, Rabin a inventé le cryptosystème de Rabin, qui est le premier cryptosystème asymétrique dont la sécurité se réduit à la difficulté de la factorisation d'un nombre entier.
En 1981, Rabin a inventé la technique du transfert inconscient, permettant à un expéditeur de transmettre un message à un récepteur afin que celui-ci ait une certaine probabilité d'apprendre le message, tandis que l'expéditeur ne sait rien du succès du récepteur.
En 1987, Rabin, ainsi que Richard Karp, a créé un des algorithmes efficaces les plus connus de recherche de chaîne de caractères, l'algorithme de Rabin-Karp.
Les recherches actuelles de Rabin se concentrent sur la sécurité des systèmes informatiques et il est actuellement professeur titulaire de la chaire d'informatique Thomas J. Watson Sr. à l'université Harvard et professeur d'informatique à l'université hébraïque de Jérusalem.

## Prix et distinctions
- 1976 : prix Turing
- 2004 : Gödel Lecturer avec une conférence intitulée Proofs persuasions and randomness in mathematics.